# Powiat de Krosno Odrzańskie
Pour les articles homonymes, voir Krosno Odrzańskie.
Le powiat de Krosno Odrzańskie (en polonais : Powiat krośnieński) est un powiat de la voïvodie de Lubusz, dans l'ouest de la Pologne, à la frontière avec l'Allemagne.
Elle est née le 1er janvier 1999, à la suite des réformes polonaises de gouvernement local passées en 1998. 
Le siège administratif du powiat est la ville de Krosno Odrzańskie, qui se trouve à 30 kilomètres à l'ouest de Zielona Góra et à 79 km au sud de Gorzów Wielkopolski. Il y a une autre ville dans le powiat qui est Gubin, située sur la frontière allemande, à 28 kilomètres à l'ouest de Krosno Odrzańskie.
Le district a une superficie de 1 390 kilomètres carrés. En 2006, il compte 56 463 habitants, dont 16 974 à Gubin , 12 100 à  Krosno Odrzańskie et 27 389 dans la partie rurale.

## Powiaty voisines
La Powiat de Krosno Odrzańskie est bordée des powiaty de : 
- Słubice au nord-ouest
- Sulęcin au nord
- Świebodzin au nord-est
- Zielona Góra à l'est
- Żary au sud.

Il jouxte également le land allemand de Brandebourg à l'ouest.

## Subdivisions administratives
Le district est subdivisé en 7 gminy (communes) (une urbaine, une mixte et 5 rurales) :
- 1 commune urbaine : Gubin ;
- 1 commune urbaine-rurale : Krosno Odrzańskie.
- 5 communes rurales :Bobrowice, Bytnica, Dąbie, Gubin, Maszewo

Celles-ci sont inscrites dans le tableau suivant, dans l'ordre décroissant de la population.
| Gmina                                         | Type         | Superficie (km²) | Population (2006) | Chef-lieu         |
| Gmina de Krosno Odrzańskie                    | urbain-rural | 211,5            | 18 496            | Krosno Odrzańskie |
| Gubin                                         | urbain       | 20,7             | 16 974            |                   |
| Gmina de Gubin                                | rural        | 379,7            | 7 249             | Gubin *           |
| Gmina de Dąbie                                | rural        | 170,0            | 5 068             | Dąbie             |
| Gmina de Bobrowice                            | rural        | 185,1            | 3 113             | Bobrowice         |
| Gmina de Maszewo                              | rural        | 213,6            | 2 958             | Maszewo           |
| Gmina de Bytnica                              | rural        | 208,7            | 2 605             | Bytnica           |
| * le chef-lieu ne fait pas partie de la gmina |              |                  |                   |                   |

## Histoire
De 1975 à 1998, les différentes gminy du powiat actuelle appartenaient administrativement à la Voïvodie de Zielona Góra.